# Siezbüttel
Siezbüttel is een ortsteil van de Duitse gemeente Schenefeld in de deelstaat Sleeswijk-Holstein. Siezbüttel ligt direct ten westen van Schenefeld en ongeveer 14 km noordelijk van Itzehoe. Tot 1 januari 2013 was Siezbüttel een zelfstandige gemeente in het Amt Schenefeld.